# Berzelia ecklonii
Berzelia ecklonii är en tvåhjärtbladig växtart som beskrevs av Neville Stuart Pillans. Berzelia ecklonii ingår i släktet Berzelia och familjen Bruniaceae. Inga underarter finns listade.